# Harthäuser Wald
Der Harthäuser Wald ist ein – je nach Definition – 20 bis über 30 km² großes Waldgebiet im nördlichen Baden-Württemberg. Er liegt zwischen den Tälern der Unterläufe von Jagst und Kocher auf einem bis etwa 338 m ü. NHN erreichenden Höhenzug. Der größte Teil des Waldes liegt auf der Gemarkung von Hardthausen am Kocher und damit im Landkreis Heilbronn, ein kleinerer Teil im Osten gehört zum Hohenlohekreis.
Der Wald hat seinen Namen von der im Spätmittelalter aufgegebenen und nahe Lampoldshausen gelegenen Siedlung Harthausen.

## Geographische Lage
Der Harthäuser Wald liegt zwischen den Tälern am Unterlauf von Jagst und Kocher. Die Städte und Gemeinden Möckmühl, Widdern, Jagsthausen, Öhringen, Hardthausen am Kocher, Neuenstadt am Kocher und Neudenau (betrachtet im Uhrzeigersinn) haben Anteil an dem Waldgebiet. Bis auf Öhringen, das zum Hohenlohekreis gehört, liegen alle im Landkreis Heilbronn. Mit 80 % liegt der überwiegende Anteil der Waldfläche auf der Gemarkung von Hardthausen am Kocher. Im Norden berührt der Wald an mehreren Stellen zwischen Züttlingen und Olnhausen die Jagst, im Südosten zwischen Sindringen und Ohrnberg den Kocher.
Der Harthäuser Wald liegt ungefähr auf Höhen zwischen 180 und 338 m ü. NHN. Diese maximale Höhe wird auf einer namenlose Waldkuppe im Allmendschlag nördlich von Seehaus erreicht. In diesem Bereich zieht von der Brücke der Landesstraße L 1047 über die A 81 im Westen von Seehaus über eine Länge von etwa 2,5 Kilometern ein flacher Höhenrücken mit wenig um 330 m ü. NHN schwankender Höhe beidseits der Landesstraße nach Osten, der die Wasserscheide im Wald zwischen der nahen Jagst im Norden und dem viel weiter im Süden verlaufenden Kocher bildet.

## Eigentumsverhältnisse
Bis auf Bundeswald gibt es im Harthäuser Wald alle Eigentumsarten. Der größte Teil entfällt auf die Gemeinden und ist somit Körperschaftswald, ebenso wie kleinere Teile Kirchenwald. 800 Hektar sind Staatswald, sie gehören dem Land Baden-Württemberg. Außerdem ist noch mit den Freiherr von Graevenitz'schen Waldungen ein größerer Teil Großprivatwald. Zahlreiche Parzellen sind Kleinprivatwald. Groß- und Kleinprivatwald umfassen zusammen 500 Hektar.

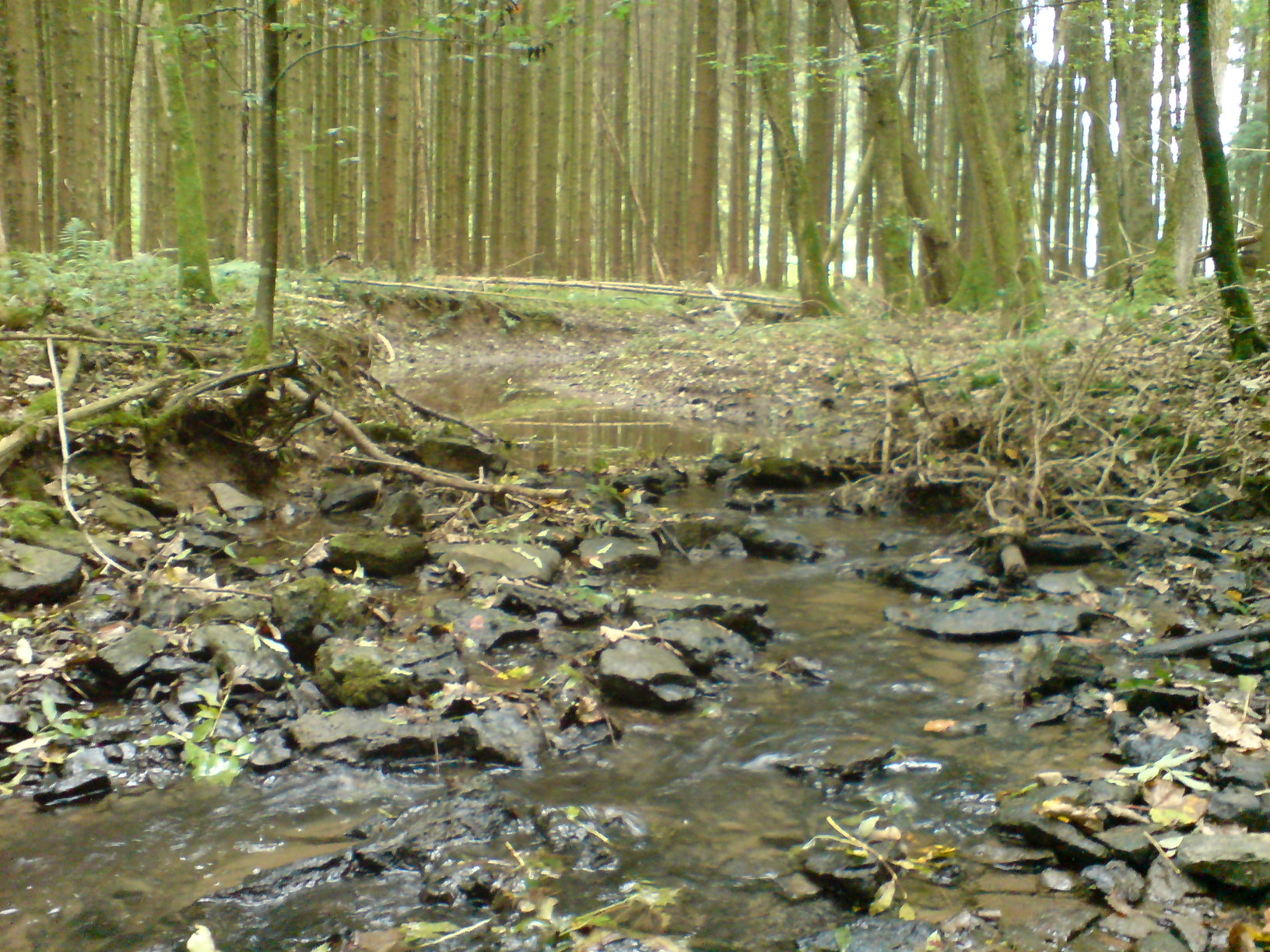
Buchsbach im Harthäuser Wald

## Gewässer
Die Wasserscheide zwischen Kocher und Jagst liegt im Harthäuser Wald recht nahe an der Jagst, so dass das abfließende Wasser größtenteils in den Kocher gelangt. Von den kleinen Bächen, die im Wald entspringen, sind Steinbach und Buchsbach die größten. Der Steinbach fließt durch Lampoldshausen und mündet in Kochersteinsfeld. Der längere Buchsbach entsteht in der Nähe des Seehauses, versickert aber wieder vollständig, die Bachmulde setzt sich danach als Trockental fort, in dem nicht die geringste Rinne erkennbar ist. Durch den Einlauf des Eichelbachs erhält der Buchsbach wieder Wasser. Er fließt am Gelände der DLR vorbei, verlässt in südlicher Richtung den Harthäuser Wald und mündet bei Gochsen. An stehenden Gewässern gibt es lediglich einige Fischweiher und Teiche.

## Vegetation
Der Laubholzanteil im forstwirtschaftlich stark genutzten Harthäuser Wald liegt bei etwa 70 %, hierbei dominieren Buche und Eiche deutlich vor den typischen einheimischen Edellaubgehölzen wie Ahorn, Linde, Esche, Vogel-Kirsche oder Elsbeere sowie vor Birken und Schwarzerlen.

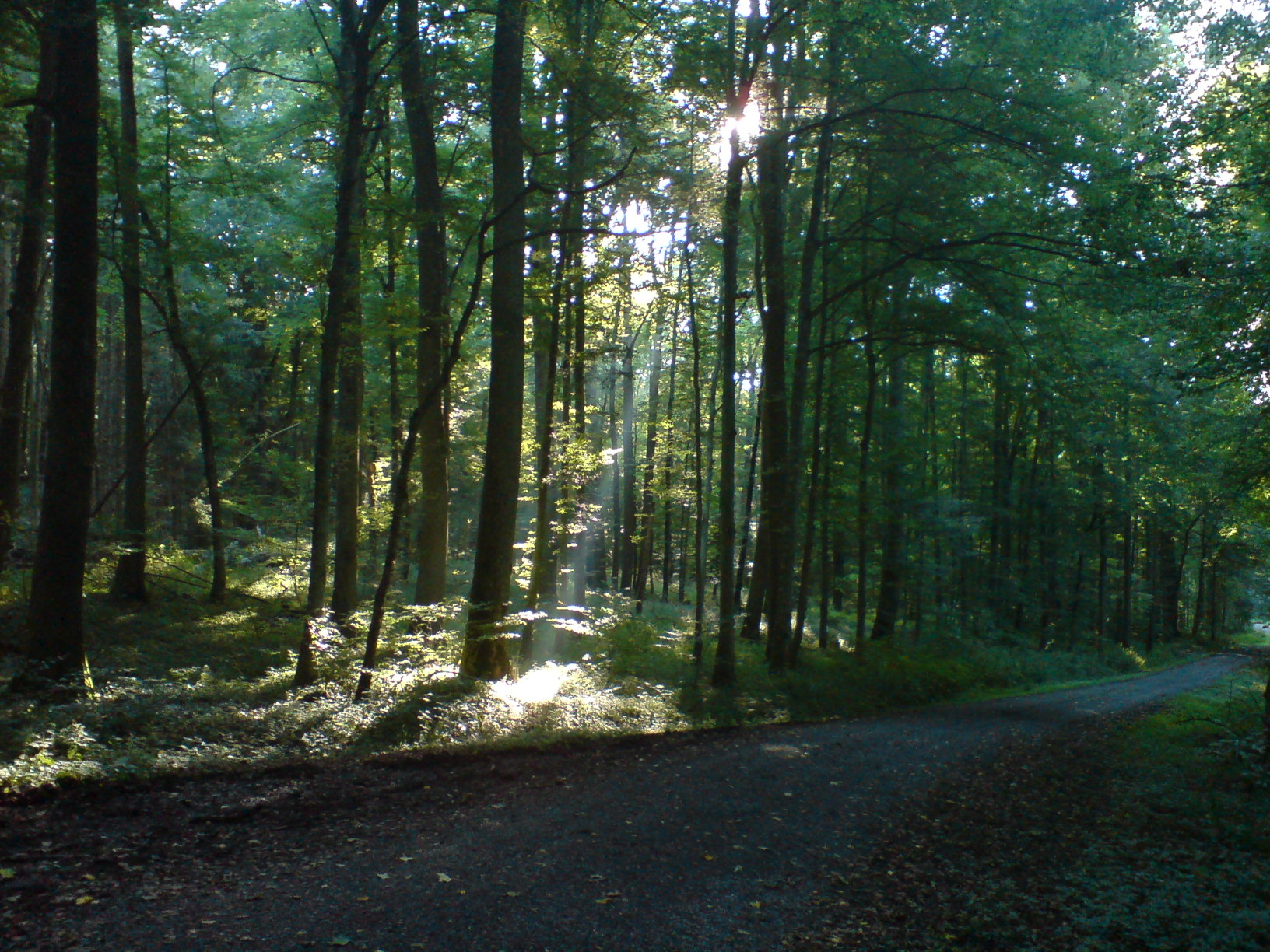
Ein Septembermorgen im Harthäuser Wald

Unter den Nadelgehölzen spielt die Fichte die größte Rolle, ebenfalls häufig sind Lärchen und Douglasien; Kiefern und Weißtannen finden sich nur vereinzelt. Auffällig sind einige entlang der Wege gepflanzte und heute stattliche Lebensbäume. Der Fichtenanteil ist seit einigen Jahrzehnten rückläufig, da Sturmflächen bevorzugt mit Eiche aufgeforstet werden.

## Geschichte
Hügelgräber im Wald beweisen eine Besiedlung bereits zur Zeit der Kelten. Durch das Gebiet des heutigen Harthäuser Waldes führte eine Altstraße, die Teil der Fernverbindung zwischen den Reichsstädten Worms bzw. Speyer, Wimpfen, Rothenburg und Nürnberg war. Der Hochweg, der fast durchweg entlang der Wasserscheide zwischen Kocher und Jagst führte, ist heute unter der Bezeichnung Hochstraße (auch Hohe Straße) bekannt.
Auch die Römer siedelten im Harthäuser Wald, wie Spuren mehrerer römischer Gutshöfe zeigen. Sie legten zudem auf einem Teil der Hohen Straße eine Militärstraße an, die die Kastelle Wimpfen und Jagsthausen miteinander verband. Um 260 n. Chr. konnten die Römer ihre rechtsrheinischen Gebiete nicht mehr halten; auch die römischen Gutshöfe im Harthäuser Wald wurden aufgegeben. Die Hochstraße blieb hingegen in Benutzung. Es ist überliefert, dass noch 1235 n. Chr. Kaiser Friedrich II. diesen Weg nahm, um von Nürnberg nach Wimpfen zu ziehen.
Archäologischen Befunden zufolge wurde der Harthäuser Wald erst über 500 Jahre nach Abzug der Römer durch Franken wieder besiedelt. Es gab dann im Gebiet des Harthäuser Waldes mehrere Weiler und Gehöfte, die später alle wieder aufgegeben wurden, deren Namen sich teils aber heute noch in den Flurnamen erhalten haben. Auf einer Karte des Neustadter Vorst aus dem Jahr 1608 war keine dieser Siedlungen mehr eingezeichnet. 1331 wurde erstmals der Name Harthuser Wald erwähnt, nach der Siedlung Harthausen, die im oberen Buchsbachtal westlich von Lampoldshausen lag und vermutlich im 14. Jahrhundert wieder aufgegeben wurde. Als sich 1974/1975 Gochsen, Kochersteinsfeld und Lampoldshausen zur Gemeinde Hardthausen am Kocher zusammenschlossen, berief man sich auf dieses Harthausen, wählte aber zur Unterscheidung von anderen Gemeinden mit dem Namen Harthausen die Schreibweise Hardthausen. Seit Beginn der 1960er-Jahre befindet sich im Harthäuser Wald unweit des ehemaligen Harthausen ein Standort der DLR (Deutsches Zentrum für Luft- und Raumfahrt).

## Standort für Windkraftanlagen
Die ZEAG Erneuerbare Energien GmbH und die Gemeinden, auf deren Gemarkung der Harthäuser Wald liegt, betreiben den Bau einer großen Zahl von Windkraftanlagen. Derzeit bestehen konkrete Planungen für 25 Großwindkraftanlagen, davon entfallen 6 geplante Anlagen auf den Staatswald auf der Gemarkung Hardthausen. Der Potenzialatlas Erneuerbare Energien weist außerdem weitere Flächen als „bedingt geeignet“ aus. Alle bisher publizierten Windgeschwindigkeiten stützen sich auf den Windatlas Baden-Württemberg, von ihnen sind jedoch in Waldgebieten entsprechend den Planungshinweisen in dessen Begleitmaterial 0,2–0,3 m/s für 140 m Höhe über Grund abzuziehen. Derzeit werden Verfahren zur entsprechenden Änderung der Flächennutzungspläne und Regionalplanung betrieben. Für die Erteilung der erforderlichen Immissionsschutzrechtlichen Genehmigung, die die Baugenehmigung umfasst, ist das Landratsamt Heilbronn zuständig. Ein Teil der Anlagen soll in einem Fauna-Flora-Habitat gebaut werden. Im Hinblick auf den Eingriff in das Ökosystem Harthäuser Wald hat das Landratsamt Heilbronn eine Umweltverträglichkeitsprüfung für alle im Harthäuser Wald geplanten Anlagen angeordnet. Derzeit wird das hierfür erforderliche Artenschutzgutachten erstellt. Teile der Bevölkerung lehnen die Projekte aufgrund der Eingriffe in das Ökosystem und der Beeinträchtigung der Erholungsfunktion des Waldes ab. Die Gemeinden wollen die Akzeptanz in der Bevölkerung durch eine Exkursion und eine Internetpräsentation erhöhen. Die Bevölkerung soll außerdem in sogenannten Bürgerenergiegenossenschaften die Möglichkeit erhalten, sich an den Anlagen als Kapitalanleger zu beteiligen.